# 남양 김씨
남양 김씨(南陽金氏)는 경기도 수원시를 본관으로 하는 한국의 성씨이다.

## 역사
시조 김적(金頔)은 가락국 수로왕의 후손으로, 고려 고종 때 나라에 변란(變亂)이 있을것을 예상하고 남양 산곡(南陽山谷)에 이사하여 살았다. 그 이후의 후손들의 기록이 없어 후손 김약해(躍海)가 조선 태조를 도와 공을 세워 남양백(南陽伯)에 봉해졌다. 그래서 그곳에 정착하여 살면서 후손들이 본관을 남양으로 하였다.

## 분파
- 평양파(平壤派): 김수연(金秀淵)
- 당안공파(棠岸公派): 김언량(金彦良)
- 동주파(東州派): 김순명(金順明)
- 가산파(嘉山派): 김양택(金陽澤)
- 경암공파(敬庵公派): 김영록(金永祿)
- 순절공파(殉節公派): 김응록(金應祿)
- 송암공파(松菴公派): 김경록(金景祿)

## 항렬자
| 16세          | 17세          | 18세   | 19세          | 20세   | 21세          | 22세          | 23세          | 24세          | 25세          | 26세          | 27세          | 28세          | 29세          | 30세          | 31세          |
| ------------- | ------------- | ------ | ------------- | ------ | ------------- | ------------- | ------------- | ------------- | ------------- | ------------- | ------------- | ------------- | ------------- | ------------- | ------------- |
| 현(鉉) 일(鎰) | 준(濬) 원(源) | 직(稷) | 찬(燦) 도(燾) | 균(均) | 종(鍾) 진(鎭) | 하(河) 락(洛) | 상(相) 재(裁) | 훈(薰) 희(熙) | 기(基) 규(奎) | 석(錫) 호(鎬) | 윤(潤) 제(濟) | 표(杓) 식(植) | 병(炳) 문(文) | 규(圭) 배(培) | 련(鍊) 수(銖) |

## 주요 인물
- 김약해(金躍海): 조선 개국에 공을 세워 남양백(南陽伯)에 봉해졌다.  ￼
- 김계(金桂): 김약해의 아들로, 1436년에 출생하여 성종 때 성균진사가 되었으나, 1498년 무오사화 때 연루되어 평안도 정주로 유배되었다.  ￼
- 김장유(金長孺): 김계의 현손으로, 소위장군(정4품)에 올랐다.  ￼
- 김종례(金從禮): 김장유의 숙부로, 전적(典籍)을 역임하였으며, 아들 김계정(金繼貞)과 함께 이름을 날렸다.  ￼

## 참고 자료
- “남양김씨(南陽金氏)”. 뿌리를 찾아서.[깨진 링크(과거 내용 찾기)]